# Налажење и вађење тартуфа у Италији
Налажење и вађење тартуфа у Италији је скуп традиционалних знања и пракси који се усмено преноси вековима. Ово традиционално знање и пракса је уписано 2021. године на Унескову Репрезентативну листу нематеријалног културног наслеђа човечанства.

## Историјат
Налажење и вађење тартуфа у Италији је хиљадугодиша традиција и тајна укорењене у руралном свету. На италијанском полуострву и данас читаве заједнице карактерише сеоски живот, па тако и ловци на тартуфе, или тартуфаи (тартуфари), обично живе у руралним подручјима и малим селима.
У потрази за тартуфима постоје два корака:
- Налажење - налажење тартуфа подразумева идентификацију подручја у којима расту биљке на чијем корену се размножавају тартуфи и овај корак се изводи уз помоћ обученог пса.
- Вађење - Приликом вађења тартуфа тартуфари користе посебну лопатицу која им омогућава да ваде тартуфе без нарушавања услова тла.

Налажење и вађење тартуфа укључује широк спектар вештина и знања. Тартуфари познају и поштују законитости животне средине, вегетацију, климу, управљање природним екосистемима. За успешност налажења и вађења тартуфа важан је и однос пса и тартуфара. Знање и умеће налажења и вађења тартуфа се преноси кроз усмену традицију, укључујући приче, басне, анегдоте и изразе који одражавају локални културни идентитет и стварају осећај солидарности унутар заједнице тартуфара.
Почетак и крај сезоне тражења и вађења тартуфа се обележавају популарним гозбама, тј. фестивалима. Највећи и најпопуларнији јесте Tartufo Bianco di Alba - Фестивал белог тартуфа Албе.